# Кевін де Армас
Кевін Юран де Армас Родрігес (ісп. Kevin Yuran de Armas Rodríguez; нар. 19 січня 1998, Камагуей, провінція Камагуей) — кубинський борець греко-римського стилю, бронзовий призер Панамериканського чемпіонату, срібний призер Панамериканських ігор, чемпіон Центральноамериканських і Карибських ігор, учасник Олімпійських ігор.

## Спортивні результати на міжнародних змаганнях

### Виступи на Олімпіадах
| Змагання                    | Збірна | Вагова категорія                 | Місце |
| --------------------------- | ------ | -------------------------------- | ----- |
| Літні Олімпійські ігри 2024 | Куба   | греко-римська боротьба, до 60 кг | 11    |

### Виступи на Чемпіонатах світу
| Змагання                        | Збірна | Вагова категорія                 | Місце |
| ------------------------------- | ------ | -------------------------------- | ----- |
| Чемпіонат світу з боротьби 2022 | Куба   | греко-римська боротьба, до 60 кг | 21    |
| Чемпіонат світу з боротьби 2023 | Куба   | греко-римська боротьба, до 60 кг | 27    |

### Виступи на Панамериканських чемпіонатах
| Змагання                                   | Збірна | Вагова категорія                 | Місце  |
| ------------------------------------------ | ------ | -------------------------------- | ------ |
| Панамериканський чемпіонат з боротьби 2023 | Куба   | греко-римська боротьба, до 60 кг | Бронза |

### Виступи на Панамериканських іграх
| Змагання                  | Збірна | Вагова категорія                 | Місце  |
| ------------------------- | ------ | -------------------------------- | ------ |
| Панамериканські ігри 2023 | Куба   | греко-римська боротьба, до 60 кг | Срібло |

### Виступи на Центральноамериканських і Карибських іграх
| Змагання                                     | Збірна | Вагова категорія                 | Місце  |
| -------------------------------------------- | ------ | -------------------------------- | ------ |
| Центральноамериканські і Карибські ігри 2023 | Куба   | греко-римська боротьба, до 60 кг | Золото |

### Виступи на інших змаганнях
| Змагання                                                        | Збірна | Вагова категорія                 | Місце  |
| --------------------------------------------------------------- | ------ | -------------------------------- | ------ |
| Cerro Pelado International 2018                                 | Куба   | греко-римська боротьба, до 60 кг | 6      |
| Cerro Pelado International 2019                                 | Куба   | греко-римська боротьба, до 60 кг | 6      |
| Кубок Гранми і Серро-Пеладо з боротьби 2020                     | Куба   | греко-римська боротьба, до 60 кг | 5      |
| Олімпійський кваліфікаційний турнір з боротьби 2024 (Акапулько) | Куба   | греко-римська боротьба, до 60 кг | Золото |
| Меморіал Імре Поляка та Яноша Варги 2024                        | Куба   | греко-римська боротьба, до 63 кг | 7      |

### Виступи на змаганнях молодших вікових груп
| Змагання                                                 | Збірна | Вагова категорія                 | Місце  |
| -------------------------------------------------------- | ------ | -------------------------------- | ------ |
| Панамериканський чемпіонат з боротьби серед юніорів 2016 | Куба   | греко-римська боротьба, до 60 кг | Срібло |